# Les petits chanteurs à la croix de bois

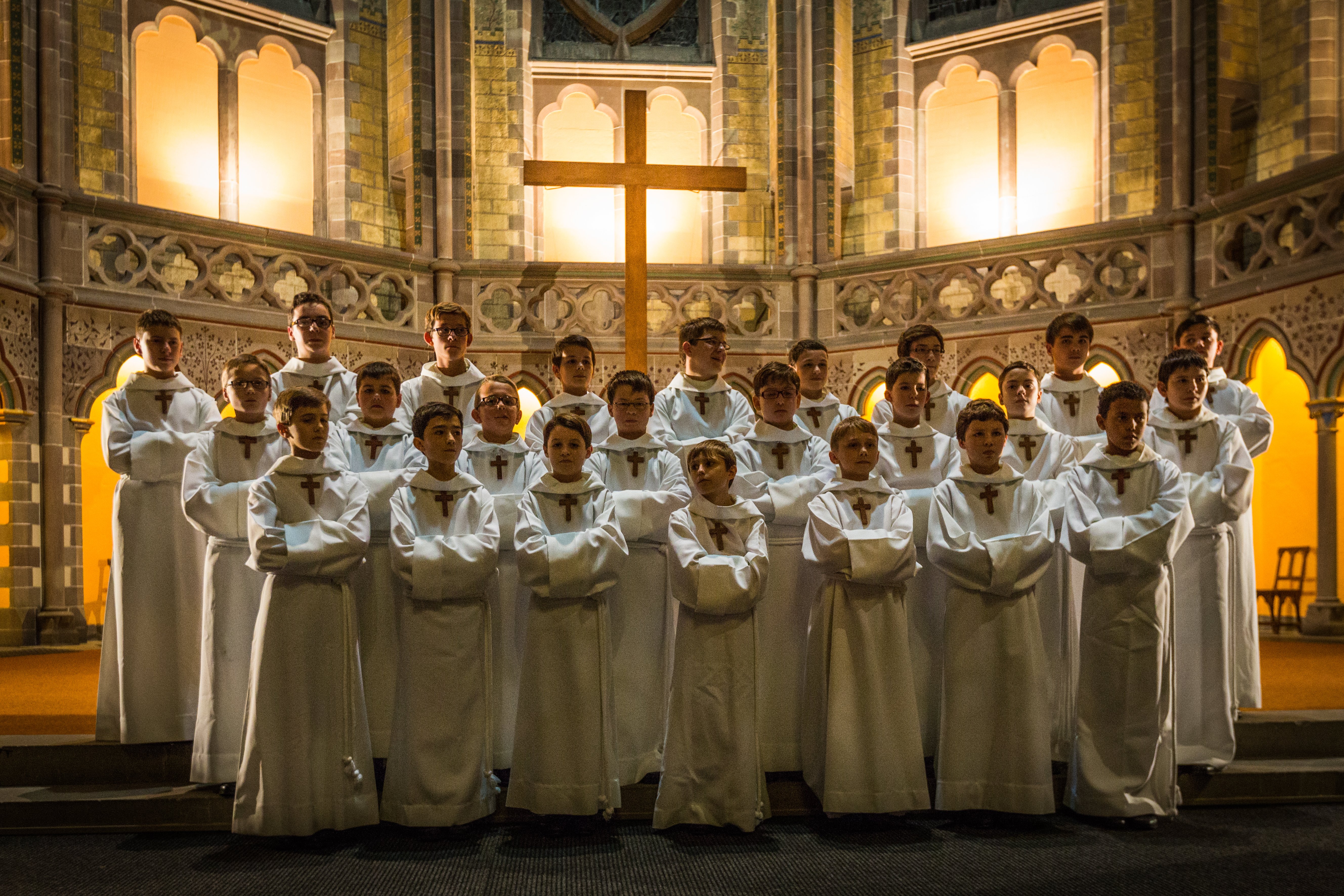
Les Petits Chanteurs à la Croix de Bois
Strasbourg, 9 novembre 2013.

De Petits chanteurs à la croix de bois (letterlijk: "de zangertjes met het houten kruis") is een Frans kinderkoor, opgericht in 1907.

## Geschiedenis

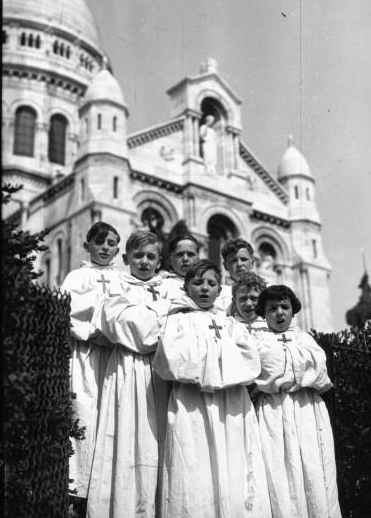
Les Petits Chanteurs à la Croix de Bois
Parijs -Montmartre, 1936.

Na het motu proprio "Tra le sollecitudini" (1903) van paus Pius X over het (hernieuwde) belang van de gewijde muziek in de kerk en na de stemming in het Franse parlement over de scheiding van kerk en staat (1905), werd het idee van een knapenkoor opgevat door twee studenten, die hun vakantie doorbrachten in de abdij van Tamié, nabij Albertville. Zij waren o.m. onder de indruk van de kloostergezangen, meestal a capella gezongen.
Vandaar ook dat de zangertjes vaak optreden in witte monnikenpij.
Paul Berthier en Pierre Martijn vatten het idee op om kerkmuziek ook mogelijk te maken, los van een parochie, klooster of kathedraal, wat toen een totaal nieuw idee was. In 1907 ging men van start met een kleine groep die optrad voor speciale kerkelijke gelegenheden. Zo ontdekte pastoor Fernand Maillet hen en nam de leiding van het koor op zich. Het succes nam toe en vanaf 1924 begon het succes ook in het buitenland. Een Frans-Canadese koorleider Frédéric Pelletier en componist nodigde het koor in 1931 uit voor een tournee in Canada. Zo werd hun repertorium uitgebreid met Frans-Canadese volksmuziek-elementen en nam hun faam toe.
De reputatie van het koor bereikte ook het Vaticaan. Paus Pius XII en Johannes XXIII stuurden hen adelbrieven. De film La Cage aux rossignols uit 1945, met zijn remake Les Choristes uit 2004 droegen bij tot de internationale bekendheid.
Na de dood van abbé Maillet werd het koor geleid door Roger Delsinne. De huidige leiding (2011) berust bij Romain Mastier en AnneLe Goff.

## Een omvangrijk project
Les petits chanteurs is nu niet alleen een koor, het is een omvattende opvoedingsproject. Een school die algemeen en muzikaal onderricht biedt vanaf de lagere school tot het einde van het middelbaar onderwijs, met inbegrip van een internaat. Tot 2006 was dit gedurende meer dan 30 jaar gevestigd in het kasteel van Glaignes (departement d' Oise). Sindsdien keerde de groep terug naar zijn oorspronkelijke vestiging in Parijs in de gebouwen van de "Fondation Eugène Napoléon". Men kreeg daartoe de steun van burgemeester Bertrand Delanoë, die zelf ooit lid was van "les petits chanteurs".
Bij de viering van het honderdjarig bestaan kreeg het koor ruime aandacht in de Franse media: speciale optredens, interviews en een uitgebreide documentaire van Emmanuel Descombes, die ook door de RTBF werd uitgezonden.
In 2007 brachten ze de Marseillaise en de Europese hymne tijdens het nationale defilé op 14 juli.
Daarna kreeg het koor administratieve moeilijkheden. Eigenlijk een beetje slachtoffer van zijn eigen succes, met de vele optredens, plaatopnames en internationale concertreizen. De wetgever zag de koorleden veeleer als "werknemers", die dus een loon moesten krijgen (en sociale zekerheid), terwijl de filosofie van het koor eerder een opvoedkundig project was. Vanaf 2011 plooide het koor zich terug in het kasteel "Saint-Loup" te Brienon-sur-Armançon. De lessen volgen ze in het privé college van Saint Jacques te Joigny.

Straatsburg, 9 november 2013
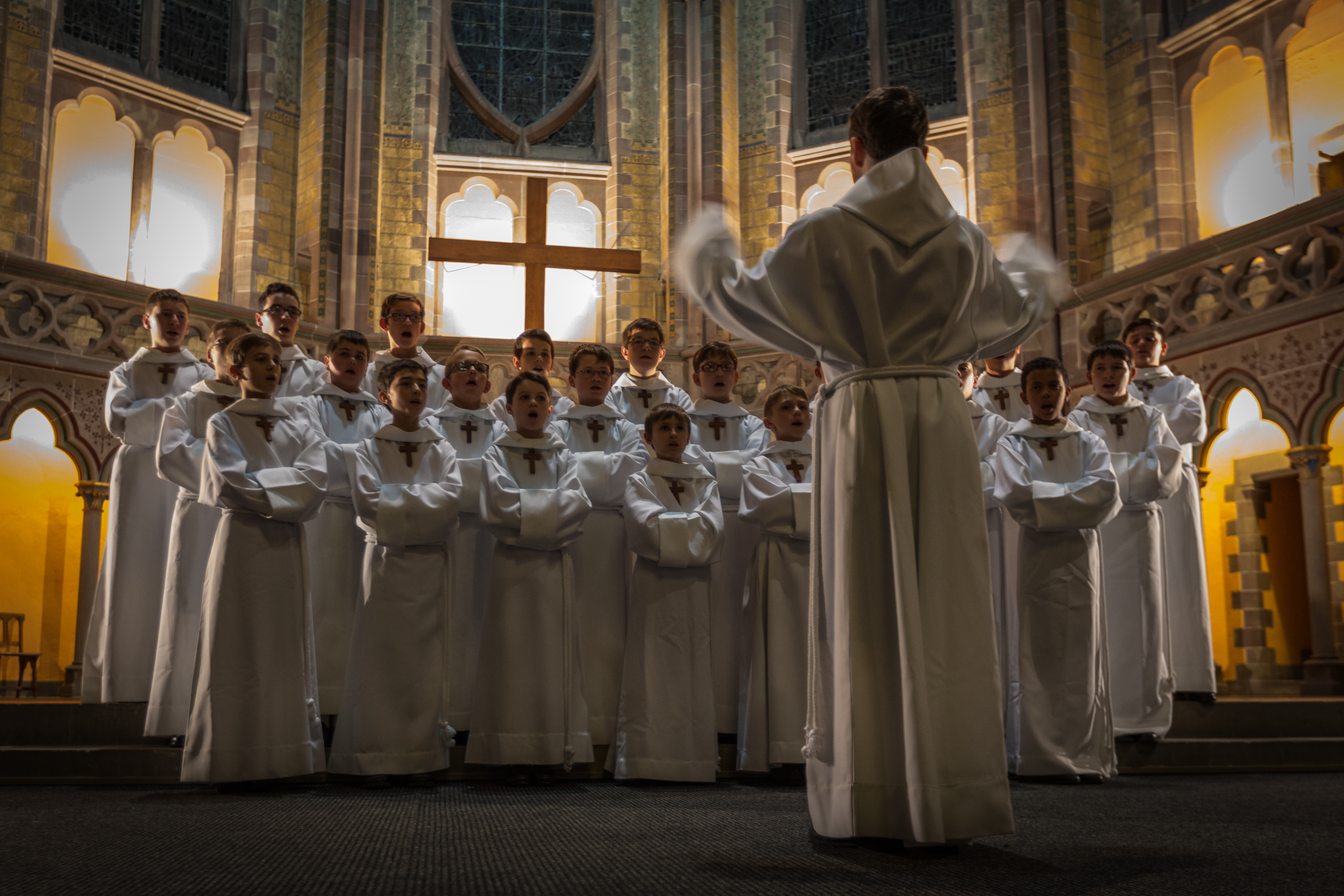
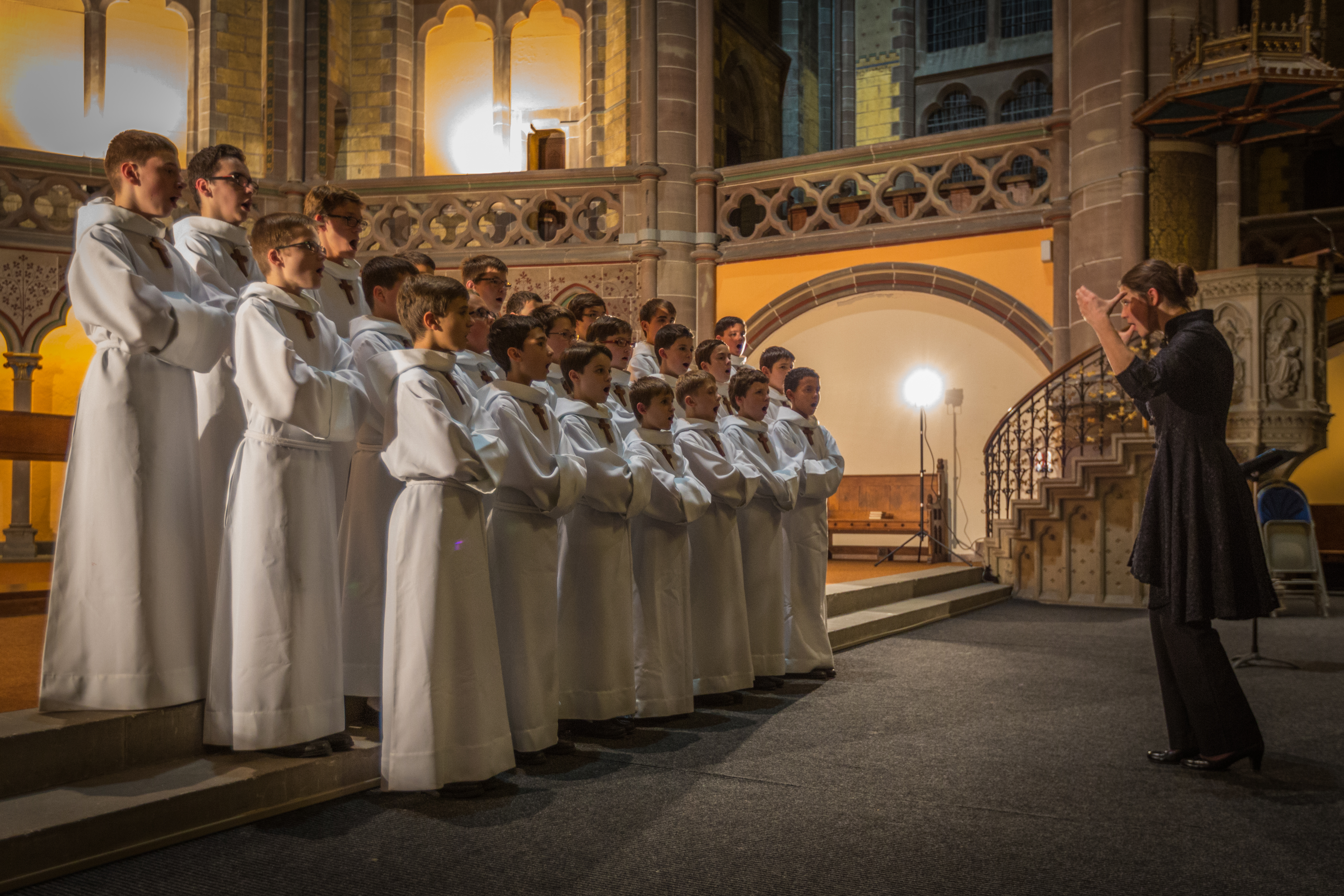
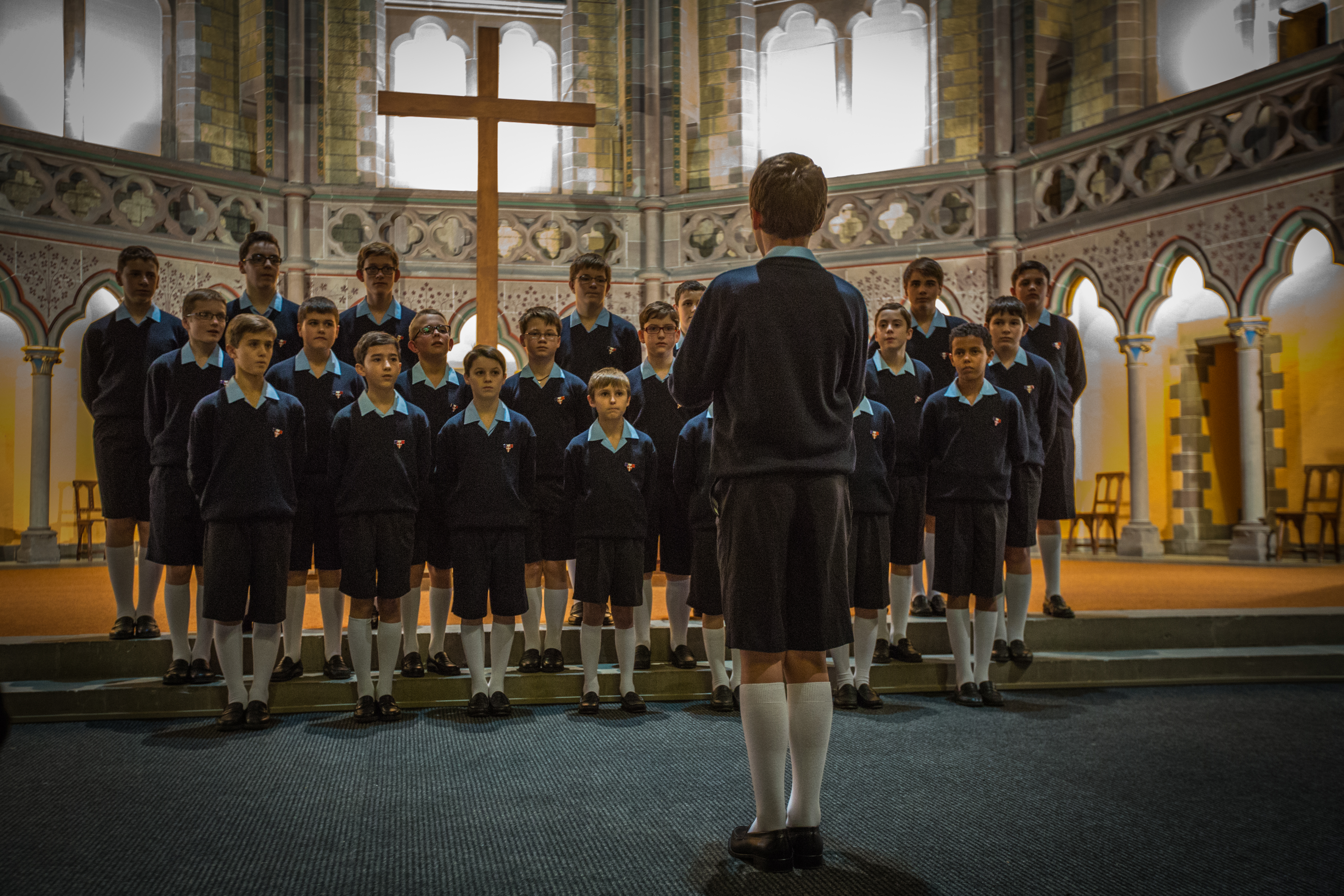
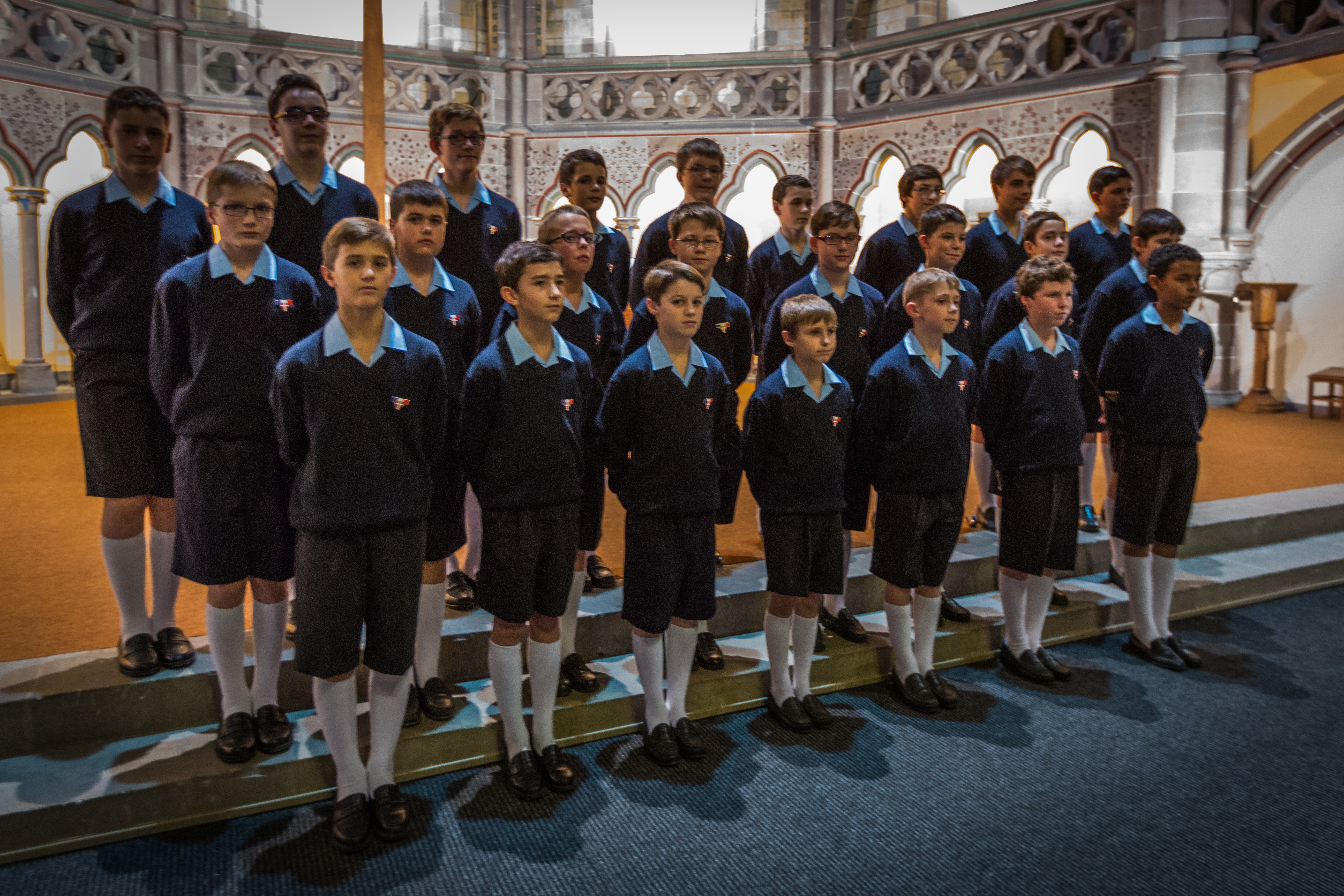
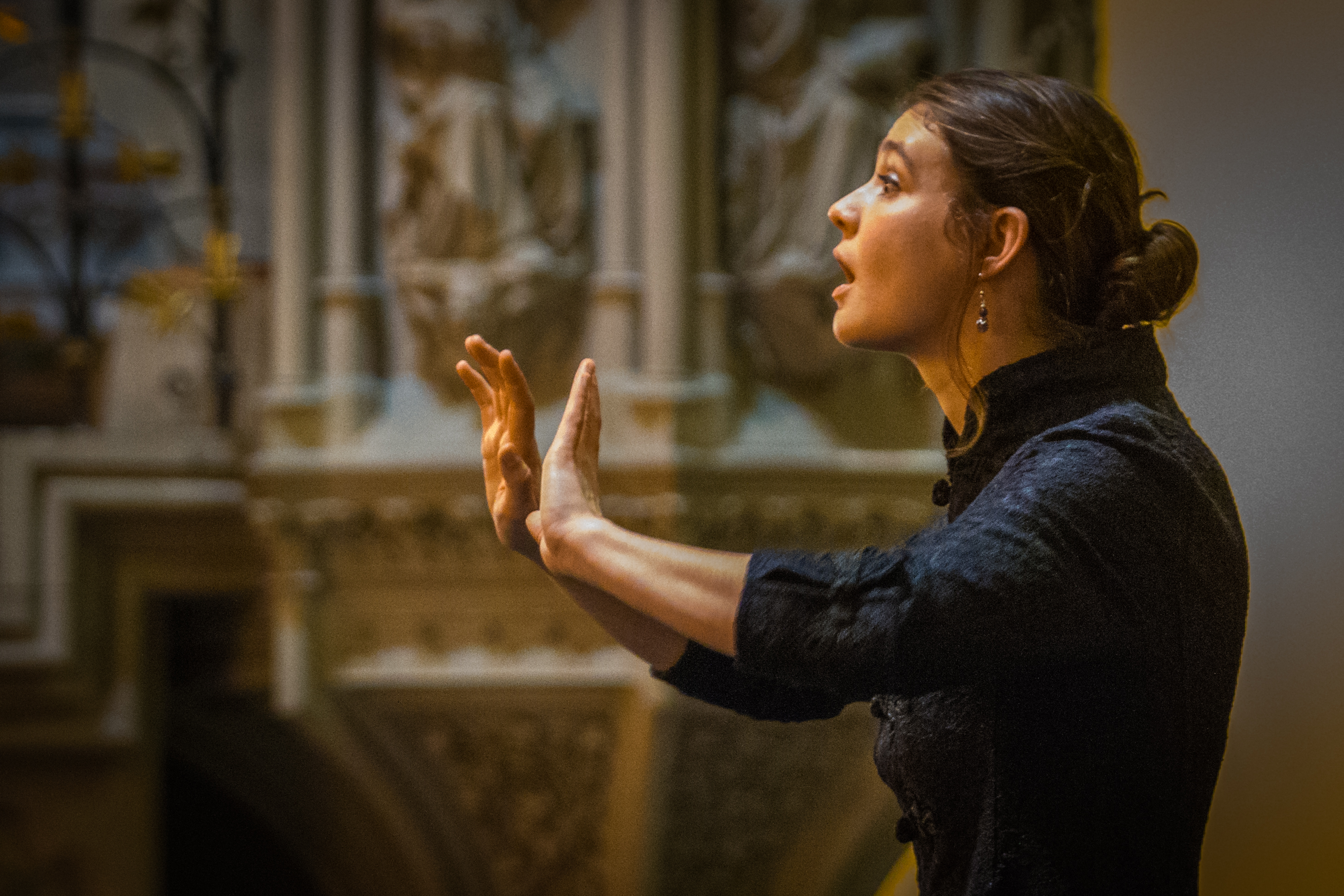
Clothilde Sebert, directrice musicale.
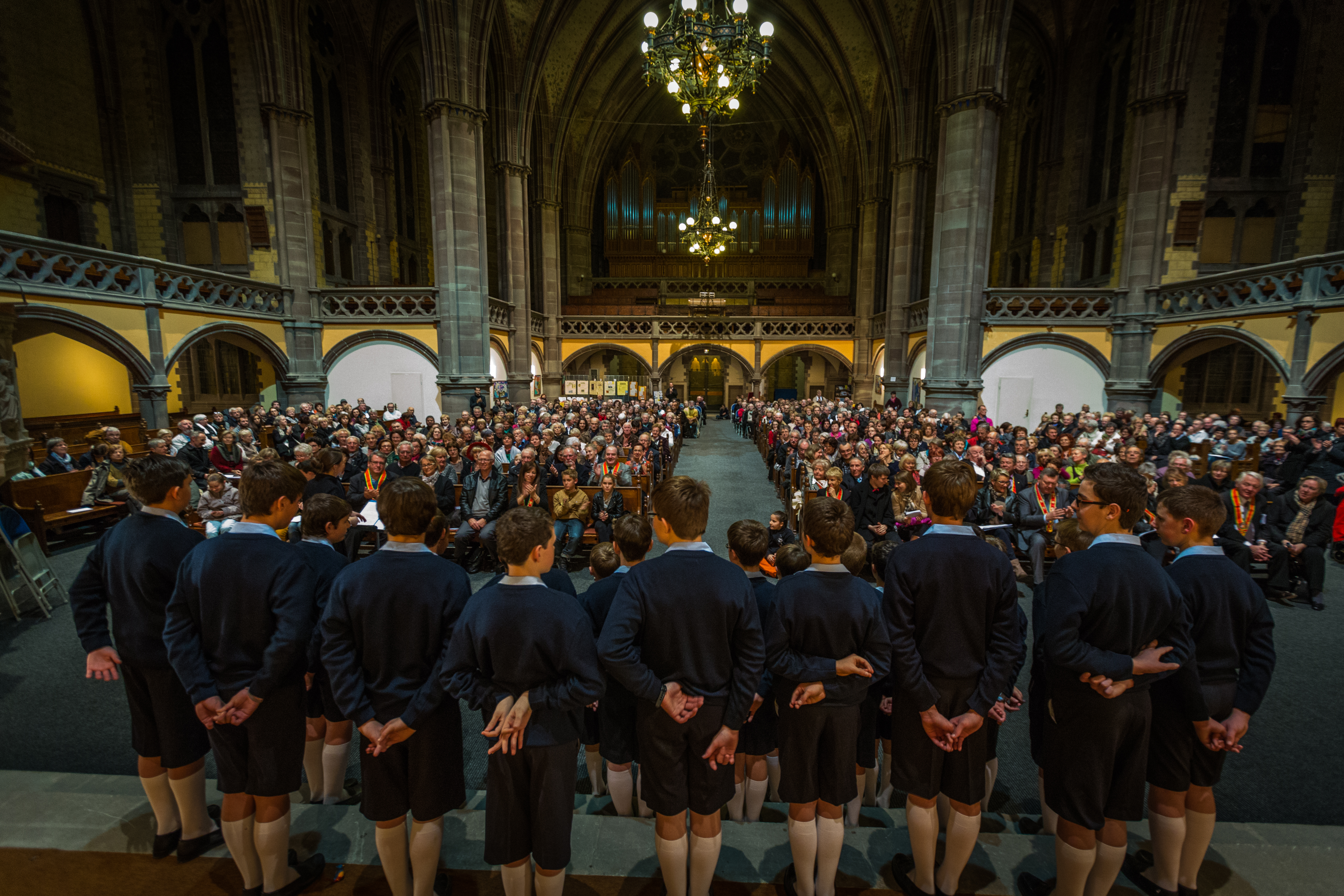